# フォックスウッズ・リゾート・カジノ
フォックスウッズ・リゾート・カジノ（Foxwoods Resort Casino）は、インディアンのマシャンタケット・ピクォート族が経営する統合型リゾートである。アメリカコネチカット州南東部にあるインディアン居留地内のレッドヤード市に位置する、1992年創業のインディアン・カジノである。
建物は積木の城のような外観で　中には大型のカジノが3つある。ナイトクラブ、ゲームセンター、レストラン、宿泊施設と充実している。　また、ボクシングの試合や有名人によるコンサートの会場になっているMGMグランド・アット・フォックスウッズもあり、ゲンナジー・ゴロフキンが頻繁に防衛戦に利用している。